# 酒井健夫
酒井 健夫 （さかい たけお、1943年 - ）は、日本の獣医学者、教育者。日本大学第12代総長・第15代学長。獣医師、医学博士。専門分野は獣医疾病予防学。

## 人物
海城高校を経て、1966年（昭和41年）3月、日本大学農獣医学部（現・生物資源科学部）獣医学科卒業。
東京大学医科学研究所、厚生省、台糖ファイザー薬理研究所を経て、1981年（昭和56年）農獣医学部専任講師となる。1983年（昭和58年）助教授、1993年（平成5年）教授。1999年（平成11年）学部次長、評議員。
1978年、奈良県立医科大学より医学博士の学位を取得。論文の題は「経口避妊薬のラットの成長及び生殖機能に対する影響・経口避妊薬(Sophia)のラットに対する障害とその回復能の宿主年令差及び避妊薬構成単体の効果/経口避妊薬投与ラットの病理組織学的変化」。
2005年（平成17年）日本大学生物資源科学部学部長となり、常任理事、大学院生物資源科学研究科長、同大学院獣医学研究科長。2007年（平成19年）同大学公務員試験支援センター長、副総長（総長代理・代行者）となる。
2008年（平成20年）9月、日本大学総長に就任。2011年（平成23年）8月、日本大学総長退任。
学外では、農林水産省獣医事審議会会長、厚生労働省薬事・食品衛生審議会臨時委員、内閣府食品安全委員会専門委員、（社）日本獣医師会理事、私立獣医科大学協会会長、日本家畜衛生学会常任理事、獣医疫学会理事などを務める。
2020年、瑞宝重光章受章。
2022年7月1日、日本大学における一連の不祥事を受けて新体制への移行を進めるのに伴い、学長に就任。総長退任後11年ぶりの就任となった。
2023年に発覚した日本大学アメリカンフットボール部の違法薬物事件においては、日大が設置した第三者委員会から、副学長から植物片保管の報告を受けながら、警察に提出するよう指示をせず、林真理子理事長にも報告しなかったとして「監督義務を果たさなかっただけでなく、自ら違反行為に加担し、ガバナンスの機能を阻害した」と指摘された。11月22日、日大の臨時理事会が開かれ、年度末での学長辞任を勧告された。同月29日に臨時理事会にて辞任が承認され、年度末で辞任した。